# 伊予親王
伊予親王（いよしんのう）は、奈良時代末期から平安時代初期にかけての皇族。桓武天皇の第三皇子（異説あり）。官位は三品・中務卿、贈一品。
桓武天皇の諸皇子の中でも右大臣・藤原是公の娘（藤原吉子）を母に持つ有力な皇子であったが、平城天皇に対する謀反の罪により母とともに幽閉の上で飲食を絶たれ、自殺した（伊予親王の変）。

## 経歴
延暦11年（792年）加冠。父の桓武天皇の深い寵愛を受けており、天皇が狩猟に出御した際などに、しばしば伊予親王の邸宅に立ち寄っている。また、延暦15年（796年）に勅授帯剣が許され（当時は皇太子以外の皇族が帯剣を許されるのは異例）、延暦23年（804年）には当時唯一の有品親王として式部卿に任ぜられている。
延暦25年（806年）異母兄の平城天皇が即位すると、伊予親王の外伯父・藤原雄友は大納言として太政官の次席の地位に就き、親王自身も中務卿兼大宰帥に任ぜられるなど、皇族の重鎮となっていた。翌大同2年（807年）5月には神泉苑に行幸した平城天皇に対して、親王は献物を行い終日宴会にも参加するなど、外形的には平城天皇とも良好な関係を保っていた。ただし、こうした献物の数々が過差（分不相応な贅沢）の象徴とみなされ、倹約を重視していた平城天皇からは却って嫌悪の念を抱かせていたのではないかとする説もある。

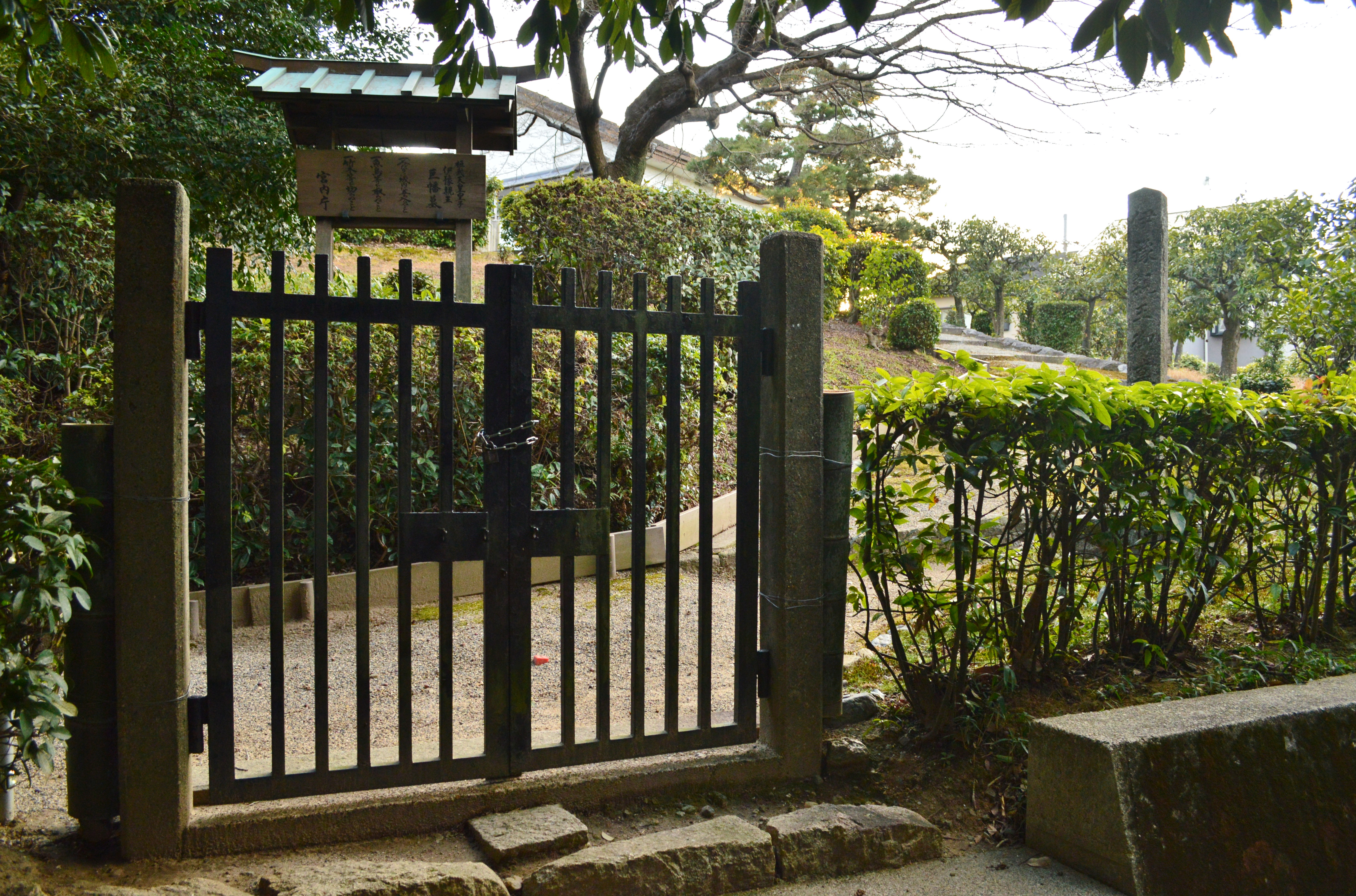
伊予親王巨幡墓
（京都府京都市）

しかし、同年10月に藤原宗成が伊予親王に対して謀反を勧めているとの情報を藤原雄友が入手し、右大臣・藤原内麻呂に報告する。ここに至って、伊予親王も宗成が自らに対して謀反を勧めた旨を奏上する。直ちに藤原宗成は捕えられるが、取り調べを受けて宗成は伊予親王が反逆の首謀者と言いだし、今度は親王が左近衛中将・安倍兄雄と左兵衛督・巨勢野足率いる140名の兵士に邸宅を囲まれ捕縛されてしまう。伊予親王は母の藤原吉子とともに川原寺（弘福寺）の一室に幽閉され、飲食を止められる。同年11月12日に伊予親王は吉子とともに毒を仰いで自害した（伊予親王の変）。母子の自殺を聞いて人々は哀れんだという。
後に親王は無実とされ、淳和朝初頭の弘仁14年（823年）に母とともに復号・復位、承和6年（839年）には一品が追贈されている。

## 官歴
『六国史』による。
- 延暦11年（792年） 2月15日：加冠
- 延暦23年（804年） 2月20日：見三品式部卿。9月3日：賜近江国蒲生郡荒田53町
- 延暦25年（806年） 5月9日：中務卿兼大宰帥
- 大同2年（807年） 11月11日：廃親王。11月12日：薨去
- 弘仁14年（823年） 7月25日：復位（三品）
- 時期不詳：贈二品
- 承和6年（839年） 9月5日：贈一品

## 系譜
- 父：桓武天皇
- 母：藤原吉子（藤原是公の娘）
- 生母不詳の子女
  - 男子：継枝王（? - 846年）
  - 男子：高枝王（802年 - 858年）
  - 女子：吉岡女王[11]？

伊予国の橘氏や越智氏の祖とされる藤原為世（浮穴四郎）は伊予親王の子であり、嵯峨天皇が勅して皇子に準じられ、藤原の姓を受けた、という説がある。